# Организации дополнительных степеней

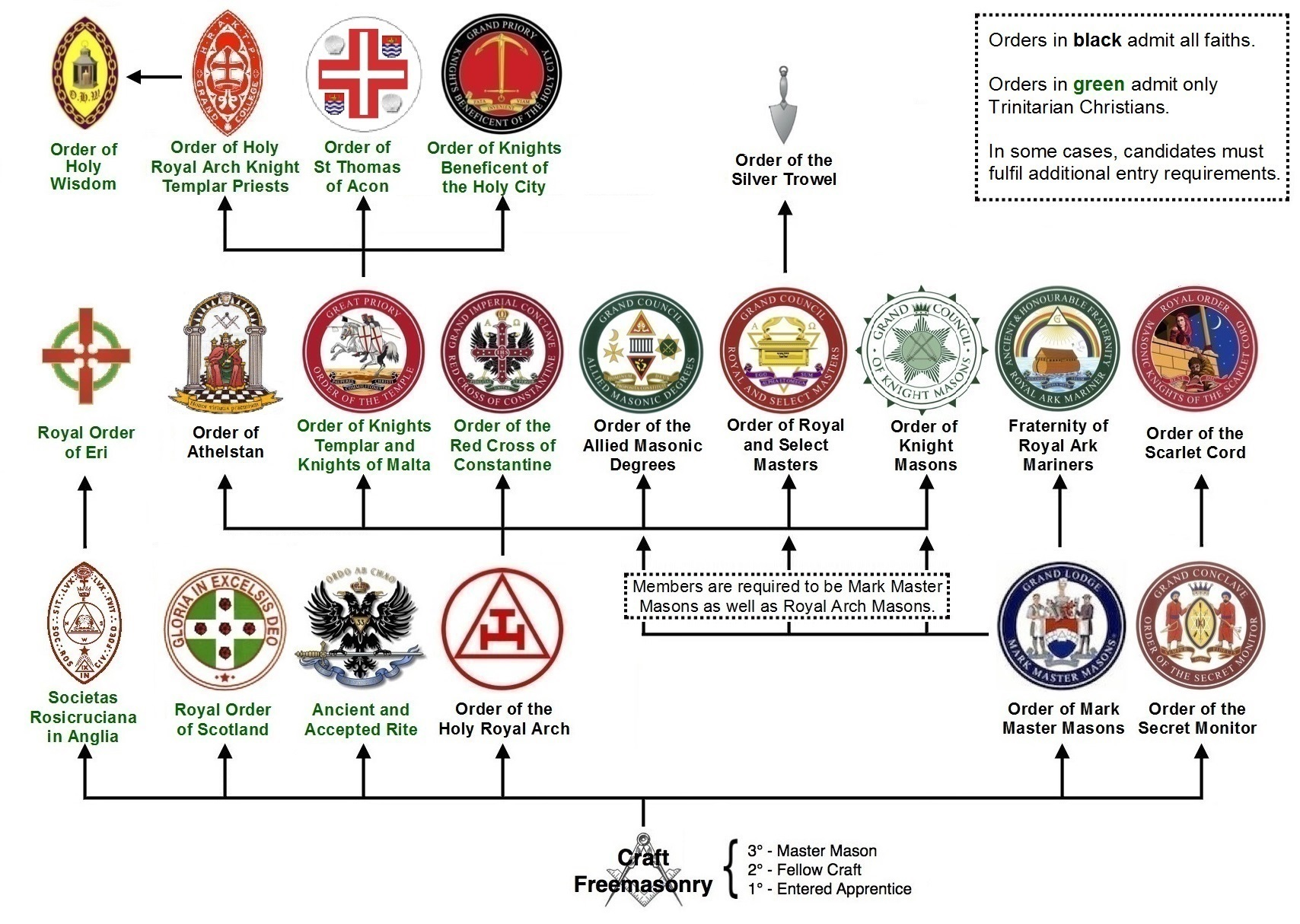
Структура дополнительных степеней масонства

Организации дополнительных степеней — структуры, членами которых являются масоны в степени мастера. Основная роль дополнительных степеней, это раскрытие и углубление содержания степеней ученик, подмастерье, мастер, их интерпретация в том или ином направлении, содействие дальнейшему совершенствованию мастеров-масонов. Возникновение первых организаций дополнительных степеней относится к середине XVIII в.
Членство в организациях дополнительных степеней предполагает, как правило, членство и участие в работе символических лож. Дополнительные степени и их управляющие структуры (ордена, капитулы, верховные советы), ареопаги, консистории обычно разделены с символическими ложами (находящимися под контролем великих лож), не решают вопросы членства в ордене (не посвящают в степень ученика), не присваивают степени ученик, подмастерье, мастер, не претендуют на управление ложами, работающими в трёх основных степенях, и не могут создавать и регламентировать их деятельность.

## Шведский устав

Крест Святого Георга, символ шведского масонства

Шведский устав, также известен как Шведская система. Он является единственным уставом масонских организаций в скандинавских странах и в Великой земельной ложе вольных каменщиков Германии (ВЗЛВКГ).
Шведский устав, как система работы вольных каменщиков создана в 1735 году и используется в Швеции, Финляндии, Норвегии, Дании и Исландии. Подобная система используется и в ВЗЛВКГ, незначительно изменённая Фридрихом Вильгельмом Кельнером фон Циннендорфом в 1770 году. С 1776 по 1779 годы Циннендорфская система использовалась также активно в России.
Шведская система основывается на актах Карла Фридриха Экклефа, основой которой является христианская ориентация масонства, с первого по десятый градусы. Учение ордена делает акцент на христианство и представляет собой орденскую структуру.
Шведская система имеет статус закрытой системы с 10 градусами. Каждый последующий градус основывается на предыдущем.
В рамках каждой великой ложи существует только единственный ритуал для каждого градуса. Ритуалы в разных странах же различаются, однако различия среди Скандинавских стран весьма незначительны. С течением времени ритуалы неоднократно перерабатывались, так для Швеции герцогом Карлом Зёндерманланским, а для Германии Кристианом Неттельбладтом в 1819 году.
В отличие от английского масонства, ритуалы не заучиваются наизусть, а считываются с ритуальной книги, как мастером ложи, так и офицерами ложи.

## Устав Циннендорфа
Устав Циннендорфа — масонский устав, который практикуется регулярно в Германии и является наиболее распространённым в Австрии. Данный устав используется в Великой земельной ложе вольных каменщиков Германии, как основной и единственно возможный, в других великих ложах Германии он не используется. Также Устав Циннендорфа в сочетании со Шведской системой практиковался в России до 1822 года. Этот устав состоит из 10 градусов и является христианизированным масонским уставом, основывающимся на вере в «Иисуса Христа, как описано в Новом Завете».

## Исправленный шотландский устав

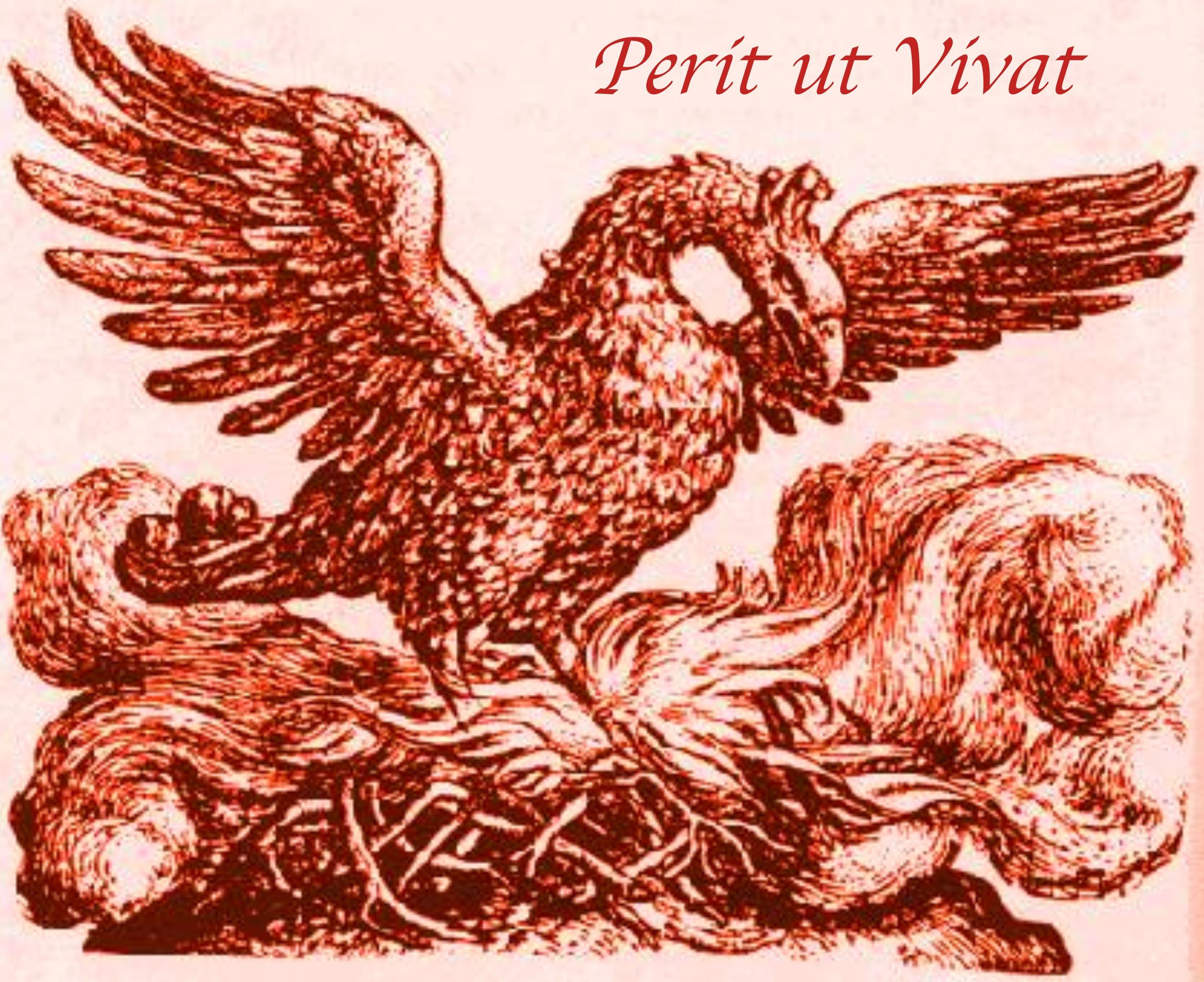
Феникс — символ «Исправленного шотландского устава»

Исправленный шотландский устав (ИШУ) является масонским христианизированным уставом появившемся в 1778 году в Лионе, во Франции.
Главным теоретиком и разработчиком ИШУ был Жан-Батист Виллермоз. Этот известный масон осуществил лионские реформы французского филиала «Устава Строгого (тамплиерского) соблюдения» на Конвенте в Галлии, в 1778 году. В новом уставе были задействованы элементы Устава избранных коэнов-масонов Вселенной и были убраны любые упоминания о тамплиерах. Устав строился на таких существовавших в то время системах посвящения:
Устава избранных коэнов-масонов Вселенной Мартинеса де Паскуалиса,
«Устав строгого (тамплиерского) соблюдение», рыцарского масонства первоначально учреждённого в Германии в середине XVIII века и затем распространившегося на остальные части Европы,
Шотландское масонство — различные высшие масонские степени, в которых организация степеней еще не была формализована,
Символическое масонство первых трёх градусов (ученик, подмастерье, мастер), которое практиковалось французским масонством (ВВФ) в то время во Французском уставе.
Эволюция и трансформация этой системы происходила на конвентах в Лионе в 1778 году и Вильгельмсбаде в 1782 году, что и привело в итоге к созданию Исправленного шотландского устава в 1782 году. С тех пор, ритуалы этого устава практически не менялись.
В уставе была синтезирована христианская доктрина, лежащая в основе «Трактата о реинтеграции существ в их первоначальных качествах и силах, духовных и божественных», Мартинеса де Паскуалиса.

## Древний и принятый шотландский устав

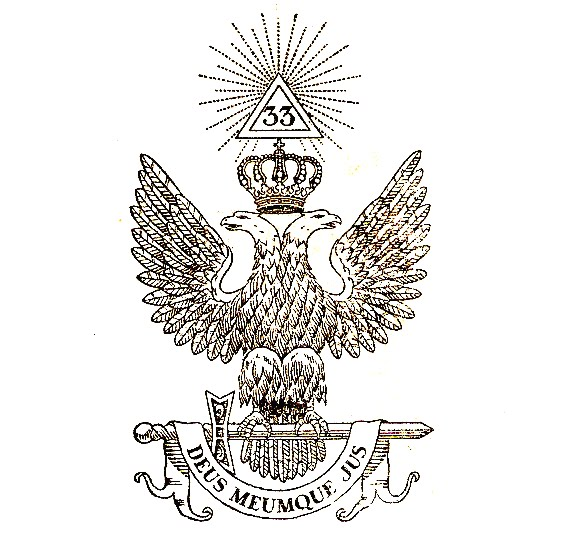
Эмблема Древнего и принятого шотландского устава

Древний и принятый шотландский устав (ДПШУ), имеет степени с 4 по 33. Управляется верховным советом внутри каждой из своих юрисдикций. Верховный совет состоит из обладателей 33-й степени. Происхождение степеней ДПШУ идёт из Франции середины XVIII века, однако данный устав, как практическая посвятительная система из 30 степеней получил развитие лишь с момента создания первого верховного совета в Чарльстоне, Южная Каролина, США в 1801 году. Первый верховный совет состоял из 11 человек, в числе его основателей были Джон Митчел и Фредерик Дальхо, одним из его реформаторов во второй половине XIX века был Альберт Пайк. Ныне он носит название Верховный совет южной юрисдикции США, непосредственно управляет структурами ДПШУ на территориях 38 штатов и является прародителем для других верховных советов в мире.
Слово «шотландский» в названии не связано с его происхождением из Шотландии, и используется лишь как ссылка на легендарные древние корни устава. В некоторых юрисдикциях это слово из названия опускают во избежание путаницы.

## Французский устав
Французский устав тесно связан с рождением масонства во Франции, и был основан во Франции в 1786 году. Британцы относят Современный устав во Франции, к перешедшему во Французский устав. Хотя эта гибридная форма больше не известна, как Французский устав, он иногда принимает это имя, чтобы отличить его от ДПШУ, из которого он был первоначально сформирован. Для того чтобы гарантировать, что французское масонство имело национальный аспект, Великий восток Франции организовал стандартизацию устава с 1782 года, а в 1785 году модель была зафиксирована в первых трёх градусах в «символической ложе», которая проявила сильное английское влияние, в отличие от Шотландского устава. Однако только в 1801 году Великий восток Франции напечатал правила этого устава под названием «Управитель масона», содержащий некоторые дополнения и поправки к предыдущей версии, которая распространялась из ложи в ложу в дискретном виде рукописи. Устав прошёл несколько дальнейших реформ, и в 1858 году "Французский устав Мюрата " (возвращение к основам Конституции Андерсона без серьёзных изменений в уставе) проявился сам собой.

## Устав Мемфис-Мицраим

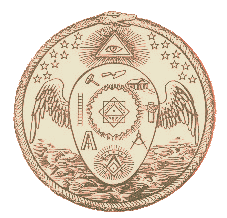
Эмблема устава

Полное название — «Древний и изначальный устав Мемфиса и Мицраима» (ДИУММ). Устав Мемфиса-Mицраима — направление в масонстве, известное с XVIII века и реорганизованное под влиянием Гарибальди в 1881 году.
Согласно легендарной истории самого ордена, он ведёт историю от древних посвятительных традиций Средиземноморья: пифагорейцев, александрийских герметических авторов, неоплатоников, сабеян из Харрана и других. Считается, что в Европе эти ритуалы стали известны лишь в XVIII веке, что подтверждается историческими данными.

## Йоркский устав

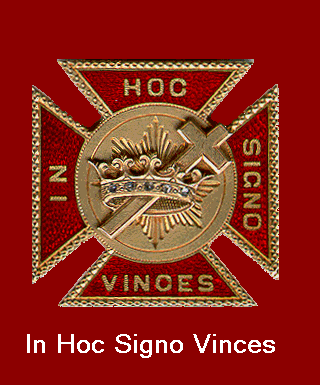
Эмблема Йоркского устава

Йоркский устав, или американский устав — один из многих уставов международного братства вольных каменщиков. Устав состоит из нескольких последовательных градусов (степеней), организационно относящихся к различным масонским организациям или подразделениям, каждая из которых осуществляет над ними своё иерархическое управление. Более точно, Йоркский устав — это совокупность отдельных масонских орденов и соответствующих им градусов, работающих независимо друг от друга. Три независимых ордена Йоркского устава — это Капитул Королевской арки, Совет царственных и избранных мастеров, и Тамплиеры, каждый из которых управляется самостоятельно, но считается частью Йоркского устава. Также существуют другие организации, предполагающие непосредственную связь с Йоркским уставом или для членства в них требующие от масона членства в Йоркском уставе. Своё название устав получил от города Йорк, в котором, по масонской легенде, проходили собрания английских масонов; правда, на эту легенду ссылаются только наставления ритуалов Верховного колледжа устава.
Йоркский устав — одна из дополнительных систем масонства, в которую масон, имеющий степень мастера, может вступить для расширения своего масонского кругозора. Но Йоркский устав — не единственная масонская система в мире, за её пределами насчитывается большое количество и ритуалов, и организаций. И в большинстве случаев при условии, что верховное подразделение (великая ложа, капитул или совет) признает аналогичную юрисдикцию как правильную (соответствующую масонским законам — «регулярную»), каждый отдельный орден признаёт братские взаимоотношения с соответствующим верховным подразделением в пределах Йоркской системы.